# Semîkivți, Terebovlea
Semîkivți (în ucraineană Семиківці) este localitatea de reședință a comunei Semîkivți din raionul Terebovlea, regiunea Ternopil, Ucraina.

## Demografie
Componența lingvistică a localității Semîkivți
     Ucraineană (99,59%)
     Alte limbi (0,41%)
Conform recensământului din 2001, majoritatea populației localității Semîkivți era vorbitoare de ucraineană (99,59%), existând în minoritate și vorbitori de alte limbi.